# Trần Tiến Cung
Trần Tiến Cung (1929 – 28 tháng 2 năm 2021) là một sĩ quan cấp cao trong Quân đội nhân dân Việt Nam, hàm Thiếu tướng, nguyên Cục trưởng Cục 11, Phó Tổng cục trưởng Tổng cục 2, Bộ Quốc phòng.

## Cuộc đời
Trần Tiến Cung, bí danh Trần Phong, sinh năm 1929 tại thôn Thu Xà, xã Nghĩa Hòa, huyện Tư Nghĩa, tỉnh Quảng Ngãi. Ông tham gia công tác thanh niên tại địa phương từ năm 1945, và một năm sau thì chính thức nhập ngũ, trở thành Tiểu đội trưởng Tiểu đội Lương Ngọc Quyến, tham gia chiến đấu tại Khánh Hòa. Từ năm 1947, ông trải qua nhiều vị trí như Trung đội trưởng Tiểu đoàn 123 thuộc Trung đoàn 126, Đại đội trưởng Đại đội Trinh sát thuộc Trung đoàn 210, Quân khu 5 và Trưởng ban Trinh sát Trung đoàn 108.

### Sau năm 1954
Năm 1955, ông tập kết ra Bắc, trở thành Trưởng ban 2 (Quân báo) và sau đó là Trợ lý tác chiến của Sư đoàn 324 đóng ở Nghệ An. Năm 1958, ông được phong hàm Đại úy. Năm 1960, ông được điều về công tác tại Viện kiểm sát nhân dân tối cao, với chức vụ Phó trưởng phòng Điều tra – Thẩm cứu chuyên thụ lý những vụ án lớn, án trọng điểm, rồi trở thành thư ký riêng cho Viện trưởng Hoàng Quốc Việt. Giữa năm 1965, tình hình chiến trường miền Nam diễn ra căng thẳng, ông được điều trở lại miền Nam, làm Cụm trưởng Cụm Tình báo miền Trung H32-B54, cơ quan chỉ huy đóng tại Gò Nổi, huyện Điện Bàn, tỉnh Quảng Nam. Sau đó, ông lần lượt trở thành Chuyên viên Trạm Quân báo 342 và Trưởng phòng 73 của Cục Nghiên cứu thuộc Bộ Tổng Tham mưu.

### Sau năm 1975
Năm 1977, ông được Tổng Tham mưu trưởng Văn Tiến Dũng gọi đến trao nhiệm vụ mới, chuẩn bị “tiền trạm” cho cuộc chiến chống lại chế độ Pol Pot. Lúc bấy giờ, ông mang hàm Trung tá. Tháng 5 năm 1978, Tổng tham mưu trưởng Lê Trọng Tấn thay mặt Bộ Quốc phòng ký quyết định thành lập Đoàn 578 do Trần Tiến Cung làm đoàn trưởng. Đây là ban chỉ huy bên cạnh Ủy ban khởi nghĩa đông bắc Campuchia để cố vấn về mặt quân sự, chính trị, đồng thời cung cấp lương thực thực phẩm cho Campuchia. Sau khi Chiến tranh biên giới Tây Nam kết thức, ông được cử làm Trưởng đoàn Tình báo Việt Nam sang Học viện Tình báo Liên Xô để học tập, nghiên cứu. Tháng 10 năm 1982, ông trở về nước và trở thành Cục trưởng Cục 11 thuộc Tổng cục 2, Bộ Quốc phòng. Năm 1994, ông được thăng hàm Thiếu tướng và một năm sau, ông được bổ nhiệm làm Phó Tổng cục trưởng Tổng cục 2, Bộ Quốc phòng.

### Sau khi về hưu
Sau khi về hưu vào tháng 6 năm 2000, ông trở thành Ủy viên Thường vụ Ban chấp hành Trung ương Hội Cựu chiến binh Việt Nam và Chủ tịch Hội Cựu chiến binh thành phố Đà Nẵng. Khoảng năm 2008, sức khỏe ông yếu dần do căn bệnh gai đôi và vôi hóa khớp gối. Năm 2011, cuốn hồi ký "Quê hương và đồng đội" của được ra mắt. Ngày 28 tháng 2 năm 2021, ông qua đời tại nhà riêng, thọ 92 tuổi.

## Khen thưởng
- Huân chương Hữu nghị hạng Nhất do Quốc vương Campuchia trao tặng.[18]
- Huân chương Quân công hạng Ba.
- Huân chương Chiến công hạng Nhì, Ba.
- Huân chương Kháng chiến chống Pháp hạng Nhì.
- Huân chương Kháng chiến chống Mỹ cứu nước hạng Nhất.
- Huân chương Giải phóng hạng Ba.
- Huân chương Chiến sĩ vẻ vang hạng Nhất, Nhì, Ba.
- Huy chương Quân kỳ Quyết thắng.
- Huy hiệu 70 năm tuổi Đảng.

## Lịch sử thụ phong quân hàm
| Năm thụ phong | 1958   | –        | –        | –         | –      | 1994        |
| ------------- | ------ | -------- | -------- | --------- | ------ | ----------- |
| Quân hàm      |        |          |          |           |        |             |
| Cấp bậc       | Đại úy | Thiếu tá | Trung tá | Thượng tá | Đại tá | Thiếu tướng |
|               |        |          |          |           |        |             |

## Gia đình
Trần Tiến Cung có hai người vợ. Người vợ đầu tiên là bà Nguyễn Thị Thủy Tiên, qua đời vì bệnh ung thư vào năm 1967. Bà sinh cho ông ba người con trai, đến lúc bà mất thì hai người con trai lớn sinh đôi được 10 tuổi và con trai út thì chỉ mới 3 tuổi. Hai năm sau khi vợ mất, ông cưới bà Nguyễn Thị Phán, nguyên Phó Chủ tịch Ủy ban nhân dân thành phố Đà Nẵng.